# Miolabis
Miolabis — вимерлий рід ссавців з родини верблюдових (Camelidae). Рід містить такі види: Miolabis californicus, Miolabis fissidens, Miolabis fricki, Miolabis longiceps, Miolabis montanus, Miolabis transmontanus. Скам'янілості виявлено в Канаді (Саскачеван) та США (Каліфорнія, Колорадо, Айдахо, Монтана, Небраска, Нью-Мексико, Орегон, Техас, Вайомінг) — всього 35 колекцій.